# Вира Ист (Флорида)
Вира Ист (енгл. Viera East) насељено је место без административног статуса у америчкој савезној држави Флорида.

## Демографија
По попису из 2010. године број становника је 10.757.
| Група             | 2000.    | 2010.         |
| Белци             | 0 (0,0%) | 8.796 (81,8%) |
| Афроамериканци    | 0 (0,0%) | 515 (4,8%)    |
| Азијати           | 0 (0,0%) | 350 (3,3%)    |
| Хиспаноамериканци | 0 (0,0%) | 854 (7,9%)    |
| Укупно            | 0        | 10.757        |